# Амарал, Каземиро до
Каземиро до Амарал (порт.-браз. Casemiro do Amaral; 14 сентября 1892, Лиссабон — 8 октября 1939, Сан-Паулу) — бразильский футболист, вратарь.

## Карьера
Каземиро родился в Португалии, но уже в детском возрасте переехал в Бразилию. В 1911 году он начал свою карьеру в клубе «Америка». Годом позже он переехал в Сан-Паулу, где выступал за «Жерманию». В 1913 году игрок перешёл в «Коринтианс». 7 сентября 1913 года игрок провёл матч за «Коринтианс» против своего бывшего клуба, «Жермании», ставшим первым официальным матчем команды в рамках чемпионата штата Сан-Паулу. Годом позже игрок находился в команде, но не провёл ни одной встречи в рамках чемпионата штата, выигранного «Тимао». В 1915 году Каземиро перешёл в «Маккензи Коллеж», где сыграл 2 сезона. В 1918 году вратарь возвратился в «Коринтианс», где сыграл последний в карьере сезон. Всего за этот клуб игрок провёл 20 игр в которых пропустил 35 голов. По другим данным Каземиро выступал за «Коринтианс» с 1911 по 1914 год и в 1918 году, сыграв в 27 матчах.
В состав сборной Бразилии Каземиро впервые попал в 1913 году, где он играл за «Комбинаду Бразилейру», которая являлась предшественницей национальной команды. В 1916 году он дебютировал в составе сборной на чемпионате Южной Америки, где сыграл две игры. Бразильцы на турнире заняли третье место среди четырёх участников. Годом позже он поехал на второй турнир, где сыграл все три матча. Сборная во второй раз подряд выиграла бронзовые медали. Всего за сборную Каземиро сыграл 6 матчей, в которых пропустил 14 голов.

## Международная статистика
| Матчи Каземиро за сборную Бразилии | Матчи Каземиро за сборную Бразилии | Матчи Каземиро за сборную Бразилии | Матчи Каземиро за сборную Бразилии | Матчи Каземиро за сборную Бразилии | Матчи Каземиро за сборную Бразилии | Матчи Каземиро за сборную Бразилии |
| №                                  | Дата                               | Место проведения                   | Соперник                           | Счёт                               | Проп. голы                         | Соревнование                       |
| ---------------------------------- | ---------------------------------- | ---------------------------------- | ---------------------------------- | ---------------------------------- | ---------------------------------- | ---------------------------------- |
| —                                  | 27 сентября 1913                   | Сан-Паулу                          | Чили (неоф.)                       | 1:3                                | −3                                 | Товарищеский матч                  |
| 1                                  | 10 июля 1916                       | Буэнос-Айрес                       | Аргентина                          | 1:1                                | −1                                 | Чемпионат Южной Америки            |
| 2                                  | 12 июля 1916                       | Буэнос-Айрес                       | Уругвай                            | 1:2                                | −2                                 | Чемпионат Южной Америки            |
| 3                                  | 3 октября 1917                     | Монтевидео                         | Аргентина                          | 2:4                                | −4                                 | Чемпионат Южной Америки            |
| 4                                  | 7 октября 1917                     | Монтевидео                         | Уругвай                            | 0:4                                | −4                                 | Чемпионат Южной Америки            |
| 5                                  | 12 октября 1917                    | Монтевидео                         | Чили                               | 5:0                                | 0                                  | Чемпионат Южной Америки            |
| 6                                  | 16 октября 1917                    | Монтевидео                         | Уругвай                            | 1:3                                | −3                                 | Товарищеский матч                  |

## Достижения
- Чемпион штата Сан-Паулу: 1914